# 林东铁路

东海站

林东铁路，是林密铁路（林口站至密山站）与密东铁路（密山站至东方红站）的合称。位于中国黑龙江省东部的牡丹江市与鸡西市。目前，铁路系统的正式线路名称是林密线与密东线。这两条线路的等级、运输能力相差巨大。林密线已经复线化，是鸡西矿区煤炭外运的重要干线大通道。而密东铁路，服务于沿途的农村与农垦，货运量小、线路等级低。